# Royaume du Congrès
Pour les articles homonymes, voir Royaume de Pologne.
 (février 2023).
Si vous disposez d'ouvrages ou d'articles de référence ou si vous connaissez des sites web de qualité traitant du thème abordé ici, merci de compléter l'article en donnant les références utiles à sa vérifiabilité et en les liant à la section « Notes et références ».
1815–1915
Entités précédentes :
- Duché de Varsovie

Entités suivantes :
- Gouvernement général de Lublin
- Gouvernement général de Varsovie

Le royaume de Pologne (en polonais : Królestwo Polskie, en russe : Царство Польское), aussi appelé royaume du Congrès (en polonais : Królestwo Kongresowe), est une entité politique polonaise sous tutelle russe, créée en 1815 par le congrès de Vienne, au cours duquel les grandes puissances européennes réorganisent l’Europe après la fin des guerres napoléoniennes.
Le congrès de Vienne attribue le territoire du duché de Varsovie, création de Napoléon en 1807, au tsar Alexandre, désigné par le titre de « tsar, roi de Pologne » ; le royaume, lié à l'Empire russe par cette union personnelle héréditaire, est doté en 1815 d'une Constitution, d'un Parlement, d'un Gouvernement et d'une armée spécifiques. Il conserve le Code Napoléon qui devient le « Code civil du royaume de Pologne ».
Les tensions entre les Polonais et la monarchie russe aboutissent en 1830 à une première insurrection, au terme de laquelle le royaume subit une limitation drastique de son autonomie (suppression du Parlement et de l'armée ; fermeture de l'université de Varsovie).
Une seconde insurrection en 1863 aboutit à la suppression quasi complète de cette autonomie (suppression du Gouvernement, à l'intensification de la politique de russification) et à la disparition dans la nomenclature russe des références au royaume de Pologne. Celles-ci vont cependant réapparaître après la révolution de 1905.
Pendant la Première Guerre mondiale, le territoire du royaume de Pologne est occupé par l'armée allemande à partir de 1915.

## Les origines

### Le troisième partage de la Pologne (1795) et ses suites
En 1795, la république des Deux Nations, monarchie élective réunissant le royaume de Pologne et le grand-duché de Lituanie, disparait à la suite du troisième partage de la Pologne, son territoire étant désormais intégralement partagé entre ses trois puissants voisins : l'Autriche, la Prusse et la Russie.
La France révolutionnaire, qui est alors en guerre contre ces nations, va constituer un recours pour les militaires polonais réfugiés, qui forment les Légions polonaises, combattant d'abord sous le commandement du général Bonaparte les Autrichiens en Italie (1796-1797), puis prenant part à toutes les guerres napoléoniennes : en Allemagne, Espagne et même à Haïti.

### Le duché de Varsovie (1807-1815)
En 1806-1807, Napoléon remporte la guerre contre la Prusse et la Russie, alliées de la Quatrième Coalition. Par les traités de Tilsit (juillet 1807), Napoléon obtient la création, sur les territoires annexés par la Prusse en 1793 et 1795, d'un État vassal de la France, le duché de Varsovie. Le tsar accepte d'autant plus facilement qu'il n'a aucun territoire à céder. En 1809, après la victoire contre l'Autriche (Guerre de la cinquième coalition), celle-ci doit céder au duché les territoires qu'elle avait annexés en 1795.
Le duché de Varsovie, doté d'une Constitution rédigée à Paris et du Code Napoléon, a pour duc le roi de Saxe Frédéric-Auguste, allié de Napoléon. Le duché a aussi une armée commandée par le prince Józef Poniatowski. En 1811 et 1812, le duché se transforme en base de concentration de la Grande Armée en vue de l'offensive envisagée par Napoléon contre la Russie.
Après les désastres de la campagne et de la retraite de Russie (octobre-décembre 1812), puis le repli de la Grande Armée sur l'Elbe, le duché de Varsovie est occupé par l'armée russe au début de 1813.
Durant cette occupation, le duché est doté d'un Conseil provisoire présidé par Vassili Sergueïevitch Lanskoï.
En octobre 1813, Napoléon est de nouveau vaincu à Leipzig, bataille au cours de laquelle le prince Poniatowski à la tête du 8e corps polonais trouve la mort. Après l'échec de la campagne de France, Napoléon abdique en avril 1814.
Le destin du duché de Varsovie sera l'objet de négociations au congrès de Vienne.

### Le congrès de Vienne et la création du «royaume du Congrès» (1815)

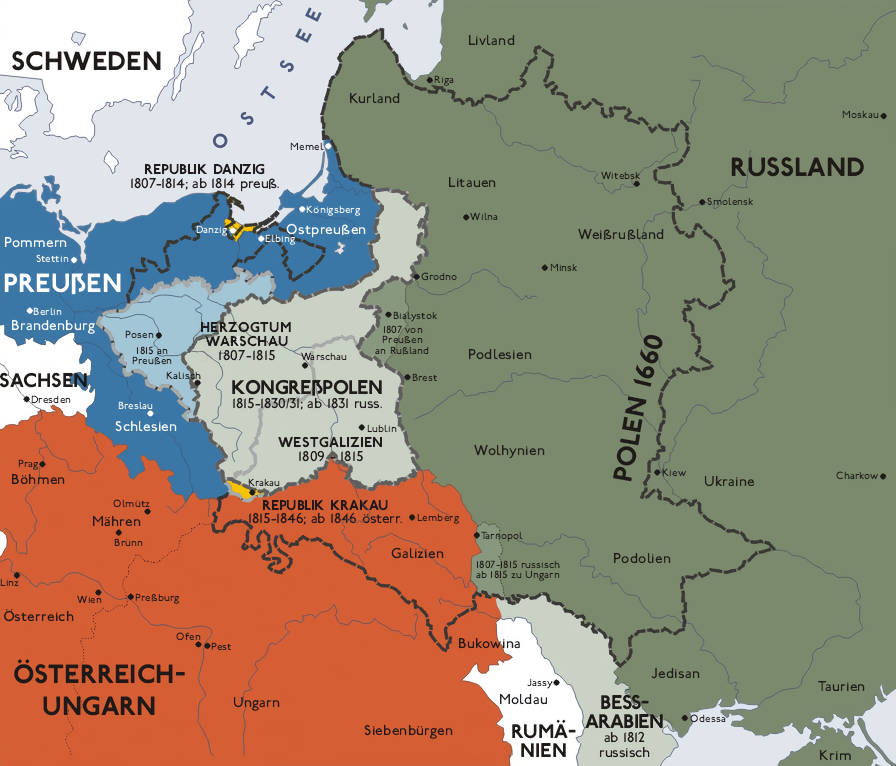
Carte du royaume du Congrès (en gris clair) ; les lignes noires correspondent aux frontières de la république des Deux Nations avant le premier partage (1772).

Le traité de Vienne consacre à la Pologne et aux Polonais les articles 1 à 14.
L'article 1 parle des Polonais ressortissants de la Russie, de l'Autriche ou de la Prusse et semble leur reconnaître des droits : « Les Polonais, sujets respectifs de la Russie, de l'Autriche et de la Prusse, obtiendront une représentation et des institutions nationales, réglées d'après le mode d'existence politique que chacun des Gouvernements auxquels ils appartiennent jugera utile et convenable de leur accorder. »
Le cas du duché de Varsovie est aussi traité dans l'article 1. Il est dévolu au tsar de Russie selon les termes suivants : « Le duché de Varsovie, à l'exception des Provinces et districts dont il a été autrement disposé dans les articles suivants, est réuni à l'empire de Russie. Il y sera lié irrévocablement par sa constitution, pour être possédé par S. M. l'Empereur de toutes les Russies, ses héritiers et ses successeurs à perpétuité. S. M. I. se réserve, de donner à cet État, jouissant d'une administration distincte, l'extension intérieure qu'elle jugera convenable. Elle prendra, avec ses autres titres, celui de Czar, Roi de Pologne, conformément au protocole usité et consacré pour les titres attachés à ses autres possessions. »
Le territoire du duché est effectivement diminué de deux régions et d'une localité : 
- la Posnanie, rétrocédée à la Prusse, qui en fera le grand-duché de Posen (article 2) ;
- la ville et les alentours de Cracovie, qui deviennent la ville libre de Cracovie, sous la tutelle conjointe de l'Autriche, de la Prusse et de la Russie (article 6) ;
- les salines de Wieliczka et leur territoire sont rétrocédées à l'Autriche (article 3).

En ce qui concerne les institutions du royaume dévolu au tsar, le texte du traité indique qu'il doit « jouir d'une administration distincte » (de celle de la Russie), mais n'impose aucune autre obligation. De fait, Alexandre Ier dotera dès 1815 le royaume d'une constitution (ou charte) assez libérale, avec une Diète élue au suffrage censitaire.

### Les fondements politiques du royaume du Congrès
La transformation du duché de Varsovie en royaume sous tutelle russe est due notamment aux efforts du prince Adam Czartoryski, chef d'une famille de la très haute noblesse polonaise passée au premier plan au cours du XVIIIe siècle.
La famille Czartoryski était dans la seconde moitié du XVIIIe siècle à la tête d'un parti à la fois patriote et russophile, incluant notamment les Poniatowski. Le prince Adam prend vers 1812 la relève de son père Adam Kazimierz qui se retire des affaires à l'âge de 78 ans.
Otage à Saint-Pétersbourg après le troisième partage, Adam Czartoryski est devenu l'ami du tsarévitch Alexandre, tsar en 1801, qui apparaît comme relativement ouvert à la modernité. Il a même été de 1802 à 1806 ministre des affaires étrangères de Russie. Contrairement à d'autres Polonais, il ne se rallie pas à Napoléon en 1807, mais reste fidèle au tsar.
Après la chute de Napoléon, de nombreux Polonais qui ont combattu dans la Grande Armée (le général Józef Zajączek par exemple) admettent le bien-fondé des vues de Czartoryski et se rallient à Alexandre.
Le tsar prend ainsi le contrôle de territoires qui avaient été précédemment annexés par l'Autriche ou la Prusse. Pour les Polonais, ils espèrent, en échange de leur loyauté, obtenir des concessions de la part de leur nouveau roi.

### La transition du duché de Varsovie au royaume de Pologne (juin-novembre 1815)
À la suite de l'acte final du Congrès de Vienne (9 juin 1815), le Conseil provisoire du duché de Varsovie devient le 20 juin le « Gouvernement provisoire du royaume de Pologne » (Rząd Tymczasowy Królestwa Polskiego), toujours présidé par Vassili Lanskoï, avec pour vice-président Adam Czartoryski et pour autres membres Nikolaï Novossiltsev, Thomas Wawrzecki, François Xavier Drucki-Lubecki, Tadeusz Mostowski (Intérieur), Tadeusz Matuszewicz (Finances) et Léon Dembowski (Justice). Cet organisme reste en fonction jusqu'à la mise en place des institutions prévues par la constitution, promulguée par Alexandre Ier à Varsovie le 27 novembre 1815.

## La période de la Constitution de 1815 (novembre 1815- novembre 1830)

### La Constitution
Élaborée à Vienne par le prince Adam Czartoryski, sans intervention d'une assemblée constituante, il s'agit, comme dans la France de la Restauration, d'une charte constitutionnelle libérale, modelée sur la constitution du duché de Varsovie.
Le « tsar, roi de Pologne » est représenté par un vice-roi (namiestnik).
La Diète (Sejm) est en principe formée de trois « États » : le roi, la chambre haute (le Sénat, Senat) et la chambre basse (Chambre des députés, Izba posłów i deputowanych od gmin). En pratique, le mot Diète est souvent employé pour désigner les deux chambres. Celles-ci sont en principe réunies tous les deux ans, mais il n'y aura effectivement que quatre sessions : 1818, 1820, 1825 et 1830.
Le Sénat (articles 108-117) comporte 64 sénateurs au maximum, qui sont des membres de la famille royale, des évêques, des voïvodes ou des castellans, choisis et nommés à vie par le roi sur une liste établie par le Sénat et le vice-roi.
La Chambre (art. 118-124) est composée de 128 députés élus, soit (77) par les diétines (sejmiki), formées par la noblesse, soit (51) par les communes (gminy), où les électeurs (non nobles) doivent remplir certaines conditions de richesse ou de compétence.
Un mandat de député dure 6 ans, la Chambre est renouvelée par tiers tous les 2 ans. Pour être éligible, il faut avoir 30 ans et payer un impôt annuel de 100 zlotys.
Le pouvoir législatif appartient au roi (et au Conseil d'État), qui a l'initiative des lois, et aux chambres qui peuvent les discuter et les refuser.
L'organe du pouvoir exécutif est le Conseil d'État, qui comprend l'Assemblée générale et le Conseil d'administration. Le Conseil d'État est formé par le vice-roi, qui préside, et par 5 ministres, 9 conseillers ordinaires, des conseillers extraordinaires en nombre variable et des référendaires. Il prépare les projets de loi et les décrets, juge en matière administrative et peut mettre les fonctionnaires en accusation.
Le Conseil d'administration (Rada administracyjna), aussi présidé par le vice-roi, est formé des 5 ministres et de personnes choisies par le roi.
Le royaume est doté d'une armée, dont le commandement est confié au frère du tsar, le grand-duc Constantin, qui joue dans le royaume un rôle plus important que ce qui est prévu par les textes.
Quelques unités russes sont stationnées dans le royaume, notamment la garde du grand-duc, mais il apparaîtra en 1830 qu'elles ne représentent rien face à l'armée du royaume de Pologne.

### Le système juridique
Le Code Napoléon du duché de Varsovie institué en 1807 et entré en application en mai 1808, remplaçait le code prussien Allgemeines Landrecht der Preussischen Staaten, en vigueur depuis 1797.
Le Code Napoléon reste dans un premier temps en vigueur sous le nom de « Code civil du royaume de Pologne ». Il sera réformé en 1825, notamment en ce qui concerne les conditions d'admission (article 9 de 1825) à la qualité de « Polonais, sujet du royaume de Pologne » (Polak poddany Królestwa Polskiego), qui donnent au droit du sol plus d'importance que le Code Napoléon.

### Les ministères et leurs titulaires (1815-1830)
Le gouvernement est composé des cinq départements suivants : 
- Affaires religieuses et instruction publique, dirigé par  Stanisław Kostka Potocki (1815-1820)[10], puis Stanisław Grabowski (1821-1832)[11] ;
- Justice, dirigé par Walenty Sobolewski (1816-1819)[12], puis Franciszek Węgleński (1819-1820)[13] et Ignacy Sobolewski (1825-1830)[14] ;
- Affaires intérieures et Police ;
- Guerre ;
- Recettes et Trésor, dirigé par Tadeusz Matuszewicz (1815-1817)[15], puis Jan Węgleński (1818-1821)[16] et Franciszek Ksawery Drucki-Lubecki (1821-1830).

### La vie politique sous le règne d'Alexandre (1816-1825)
La politique menée par Alexandre et Novossiltsev à partir de décembre 1815 semble être de mettre de côté le prince Czartoryski et ses alliés, pourtant russophiles, et de donner des places à des gens qui avaient servi Napoléon ou le duché de Varsovie. La famille importante durant cette période est celle des Sobolewski.
La nomination comme vice-roi, le 9 décembre 1815, de Józef Zajączek, précédemment commandant des troupes polonaises de l'armée française, puis général de l'armée du duché de Varsovie, prive effectivement de ce poste Adam Czartoryski, pourtant vice-président du Conseil provisoire du royaume de Pologne. Czartoryski est tout de même nommé sénateur-voïvode (premier sénateur) et par ailleurs reste curateur de l'université de Wilno, c'est-à-dire ministre de l'Éducation de l'ancien grand-duché de Lituanie, jusqu'en 1823.
Józef Zajączek va occuper le poste de vice-roi jusqu’à sa mort, le 28 juillet 1826. Son rôle est limité. Surveillé par le commissaire impérial Nikolaï Novossiltsev, le général Zajączek. Après sa mort, le tsar Nicolas laisse le poste vacant, mais place à la tête du Conseil d'administration Valentin Sobolewski, qui fait fonction de vice-roi.
L'année 1818 correspond à l'apogée de l'entente entre le tsar et les patriotes polonais. Ceux-ci croient alors encore à la possibilité d'une réunion du grand-duché de Lituanie et du royaume de Pologne, mais cet espoir est déçu.
En 1820, le grand-duc Constantin, ayant divorcé de son épouse, épouse (morganatiquement) une Polonaise, Joanna Grudzinska .
La décennie 1820 est marquée l’accentuation de la répression. La censure est rétablie en 1819 et les sociétés secrètes sont pourchassées. Walerian Łukasiński, fondateur en 1821 de la Société patriotique nationale (Narodowe Towarzystwo Patriotyczne), est arrêté en 1822 et emprisonné pour le reste de sa vie. Il devient le premier martyr de la cause nationale.

### Développement économique (1815-1830)
Au commencement de son existence, le royaume du Congrès est non seulement un pays agricole pauvre, mais encore un pays ravagé par la guerre.
Le royaume va connaître un début de révolution industrielle, dont les protagonistes principaux sont le ministre des finances, François Xavier Drucki-Lubecki, Stanisław Staszic, fondateur de l'industrie minière et sidérurgique, le comte Henryk Lubienski, créateur de l'industrie sucrière, Pierre Antoine Steinkeller, réformateur des transports.
Le royaume connaît de profondes transformations : développement des villes, de l’industrie (charbonnages de Dąbrowa, métallurgie de Varsovie, textiles à Łódź et Żyrardów), création de la bourse des marchandises et des monnaies à Varsovie, de la société du Crédit foncier (1825), de la Banque de Pologne (1828), d'infrastructures de transport.
Cette œuvre de renaissance économique est facilitée par l'abolition de la frontière douanière entre le royaume et l'Empire russe en 1820. Cependant, le maintien de facto du servage dans les campagnes dominées par les seigneurs fonciers, malgré les principes du Code civil, ont pour effet de ralentir la modernisation de l’agriculture.

### La vie intellectuelle (1815-1830)

#### Dans le royaume de Pologne
C'est aussi une période de développement du système éducatif supérieur : création de l’université de Varsovie en 1816 (troisième université polonaise après celles de Cracovie et de Wilno, situées hors du royaume), de l’Académie de musique de Varsovie, de l’École polytechnique de Varsovie (1826), de l’Institut agronomique de Marymont (près de Varsovie), particulièrement pendant la période où le ministre de l'Éducation est le comte Stanisław Kostka Potocki, remplacé en 1820 par le plus docile Stanislaw Grochowski.
On peut aussi citer l'activité de la Société des Amis des sciences, fondée en 1800 ; en 1826, les funérailles de son  président, Stanisław Staszic, réunissent 20 000 personnes.

#### Dans le grand-duché de Lituanie
Dans l'ancien grand-duché de Lituanie, intégré à l'Empire russe, le système éducatif est depuis 1803 dirigé par Adam Czartoryski, nommé curateur de l'université de Wilno (aujourd'hui Vilnius), au moment où Alexandre a transformé l'ancien collège des Jésuites en université. Czartoryski a aussi le contrôle sur les établissements d'enseignement de langue polonaise des huit gouvernements de l'ancien grand-duché ; l’université de Wilno connaît alors un développement notable, ainsi que le lycée de Krzemieniec en Podolie.
Cependant, Czartoryski est remplacé en 1823 par Nikolaï Novossiltsev, ce qui n'est pas favorable à la culture polonaise. En octobre 1823, la police découvre l'activité de la Société des Philomathes, une association estudiantine ayant une dimension patriotique (polonaise), mais sans grand activisme militant. L'enquête menée par Novossiltsev, surnommé « l'Hérode de Wilno » en raison de ses méthodes brutales, conduit à l'arrestation d'une centaine de personnes.
Le procès qui a lieu en 1824 aboutit à la condamnation d'une vingtaine de personnes à l'exil en Russie (parmi elles le futur grand poète Adam Mickiewicz), assorti dans certains cas d'une peine de prison. Plusieurs professeurs impliqués dans cette affaire sont chassés de l'université : c'est en particulier le cas de l'historien Joachim Lelewel, qui rentre alors à Varsovie, sa ville natale.

### Les débuts du règne de NicolasIer(1825-1830)
La situation politique ne s'arrange pas avec l'avènement du tsar Nicolas Ier en 1825.
Monarque absolu en Russie, il tolère mal les restrictions à ses pouvoirs en Pologne. Par un décret du 3 février 1825, il interdit la publicité des débats de la Diète, dont il estime que les membres tiennent des propos subversifs.
En janvier-février 1826, de nombreuses arrestations parmi les membres des sociétés patriotiques polonaises pour l'indépendance cristallisent l’opposition polonaise à la tutelle russe.
À la mort du général Zajaczek en 1826, aucun vice-roi n'est nommé. Ses fonctions sont prises en charge par le Conseil administratif du Conseil d'État.
Le 20 mai 1829, conformément à la Constitution de 1815, Nicolas Ier se fait couronner roi de Pologne à Varsovie.

## L'insurrection de 1830-1831 et ses conséquences

### Origines de l'insurrection
L'année 1830 est marquée en Europe par plusieurs événements révolutionnaires : la révolution de Juillet en France, suivie en août du soulèvement de la Belgique contre l'appartenance au royaume des Pays-Bas. Ces événements remettent en cause l'ordre établi après le congrès de Vienne par les trois puissances de la Sainte-Alliance, la Russie, la Prusse et l'Autriche.
À Varsovie, les patriotes sont persuadés que le tsar Nicolas va intervenir militairement et même que l’armée polonaise sera envoyée contre les révolutionnaires de France et de Belgique.

### Les premiers pas (29 novembre-2 décembre 1830)
Le 29 novembre 1830, les élèves de l’École des aspirants d’infanterie, conduits par le lieutenant Piotr Wysocki, se soulèvent et attaquent la résidence du grand-duc Constantin, qui échappe de peu aux assaillants. Le groupe de Wysocki s'empare ensuite de l'arsenal puis prend le contrôle d'une partie de Varsovie. Les radicaux, notamment Joachim Lelewel et Maurice Mochnacki, se regroupent dans la Société patriotique.
Le 30 novembre, le ministre des finances Franciszek Ksawery Drucki-Lubecki, défavorable à l'insurrection, engage des négociations avec le grand-duc, qui refuse d'agir. Drucki-Lubecki décide alors de prendre les choses en mains et de trouver une solution, sans attaquer frontalement les insurgés : il fait coopter dans le Conseil d'Administration cinq personnalités, dont le prince Czartoryski et le général Józef Chłopicki, assez populaire, mais lui aussi peu favorable au désordre. Des négociations ont lieu avec les insurgés.

### Du «Gouvernement provisoire» au «Gouvernement national» (3 décembre 1830-31 janvier 1831)
Le 3 décembre, le Conseil d'Administration coopte quelques radicaux et prend le nom de « Gouvernement provisoire du royaume de Pologne », dont la présidence est donnée à Adam Czartoryski. Le général Chłopicki devient commandant-en-chef (à la place de Constantin). Le grand-duc est autorisé à quitter le royaume avec les troupes russes.
Le 10 décembre, Drucki-Lubecki est envoyé, avec le député Jan Jezierski, en ambassade à Saint-Pétersbourg, mais le tsar refuse les demandes formulées, exigeant dans un manifeste (du 17 décembre) la reddition des insurgés. Dès la fin du mois, l'armée russe est préparée en vue d'une offensive contre la Pologne.
La Diète, réunie le 18 décembre, se montre un peu plus radicale que le gouvernement : elle vote l’insurrection générale ; elle confirme Chłopicki comme commandant-en-chef et officialise le titre de « dictateur ». Le gouvernement provisoire est remplacé par le « Conseil national suprême », chargé d'assister le dictateur (il est aussi présidé par Czartoryski).
Le 18 janvier, constatant l'impossibilité de négocier avec le tsar Nicolas, Chłopicki démissionne. Il est remplacé à la tête de l'armée par Michał Radziwill, dont il reste conseiller.
Le 21 janvier, la Diète vote la destitution de Nicolas 1er du trône de Pologne, ce qui équivaut à une déclaration de guerre.
Le 30 janvier est mis en place le « Gouvernement national », de nouveau sous la présidence d'Adam Czartoryski (jusqu'au 16 août). Joachim Lelewel y représente le courant républicain radical.
L’opinion française s’enthousiasme pour la cause polonaise qui réveille les souvenirs de 1812. Casimir Delavigne écrit alors La Varsovienne, glorifiant l’amitié franco-polonaise, qui devient l'hymne de l'insurrection.

### La guerre russo-polonaise (février-octobre 1831)
Le 4 février, la Russie lance l'offensive avec une armée forte de 180 000 hommes, commandée au départ par le maréchal Diebitsch, contre les 70 000 soldats polonais, dont un tiers de novices commandés par Michał Radziwiłł. Il faudra cependant huit mois aux Russes pour venir à bout de l'insurrection.
L'armée polonaise, sous le commandement du général Skrzynecki à partir du 25 février, résiste mais ne remporte pas de succès décisif à la bataille de Grochów. La bataille d'Ostrołęka du 26 mai est un échec. Diebitsch étant mort le 10 juin est remplacé par Ivan Paskevitch, qui lance au début de juillet un grand mouvement tournant pour attaquer Varsovie par l'ouest.
Les mesures de Skrzynecki pour arrêter cette offensive paraissant insuffisantes, il est relevé de son commandement le 9 août. Les 15 et 16 août sont marqués par des émeutes révolutionnaires à Varsovie, qui entraînent la chute du gouvernement national au profit du général Krukowiecki, qui devient chef du gouvernement et commandant en chef.
Paskevitch, arrivé à proximité de Varsovie dès le 18 août, ne lance l'attaque finale que le 6 septembre ; les deux lignes de défense sont percées en deux jours. L'armée polonaise évacue la capitale vers le nord sous la direction du général Malachowski (vice-commandant en chef) ; Krukowiecki resté à Varsovie est fait prisonnier le 8.
Les derniers bastions insurgés tombent en octobre (les forteresses de Modlin et de Zamość). 35 000 soldats polonais réussissent à gagner l'Autriche ou la Prusse où ils sont désarmés et internés.

### La répression
Le nombre des insurgés déportés en Sibérie est estimé à environ 1 500.
45 000 familles de la petite noblesse polonaise sont transportées de force dans les gouvernements des bords de la mer Noire et de la Volga. Ces nobles perdent leurs titres et leurs fils se voient contraints de faire un service militaire de parfois vingt années. 225 000 personnes se trouvent ainsi chassées de leurs foyers et reléguées en Russie.

### La Grande Émigration
Pourchassés, déchus de leurs droits civiques et privés de leurs biens, les insurgés sont contraints à l’exil. Des milliers de civils quittent le pays. C'est le début de la Grande Émigration.
Environ 10 000 membres de l'intelligentsia s'exilent en Europe occidentale, principalement en France et entretiennent un esprit de résistance, dont Paris est le centre politique et intellectuel.
Les modérés rassemblés autour du prince Czartoryski, qui fixera sa résidence à l'hôtel Lambert sur l'île Saint-Louis en 1843, placent leurs espoirs dans un conflit entre l'Occident et la Russie (ce qui aura lieu lors de la Guerre de Crimée, mais sans grands effets pour la Pologne). Les radicaux autour de Joachim Lelewel, d'abord à Paris, puis à partir de 1833, à Bruxelles, et de la Société démocratique polonaise, dont le siège est à Versailles, propagent le principe d'une insurrection appuyée sur une réforme agraire. Une tentative de soulèvement de ce type a lieu en 1833, connue sous le nom d'« expédition de Zaliwski »).
Les Polonais entrent en relation avec tous les irrédentismes d'Europe : italien, grec, hongrois, etc..

## La vice-royauté d'Ivan Paskevitch (1831-1855)
Elle correspond à la fin du règne de Nicolas, qui meurt en mars 1855, un peu avant Paskevitch (janvier 1856). Cette période était appelée la « Nuit de Paskevitch » par les Polonais.

### La réduction de l'autonomie du royaume
La Constitution accordée par Alexandre Ier est abrogée et remplacée par le Statut organique de l'administration du royaume de Pologne (26 février 1832) qui supprime la Diète et l'armée, mais maintient le gouvernement (Conseil d'État, ministres). L'article 34 stipule que « Toutes les affaires administratives et civiles du royaume de Pologne seront traitées en langue polonaise ». L'administration est ouverte aux Russes et soumise au Sénat de l'Empire.

### Mesures défavorables à la culture polonaise
Des mesures sont prises à l'encontre de la culture polonaise : fermeture de l'université de Varsovie, ainsi que du lycée de Varsovie (et en Lituanie, fermeture de l'université de Wilno) ; interdiction de la Société des Amis des Sciences, dont les collections sont confisquées. Des mesures sont prises en Lituanie contre l'Église uniate (catholique de rite grec). Des tarifs douaniers sont remis en place entre la Russie et le royaume du Congrès pour freiner le développement de son économie.
Par son encyclique Cum Primum (9 juin 1832), le pape Grégoire XVI donne raison à Nicolas Ier contre ses sujets polonais (majoritairement catholiques) et autorise celui-ci à supprimer tout ce qu’Alexandre Ier avait accordé.

### L'état de guerre
L’état de guerre, qui est déclaré dans le royaume en 1833 et perdurera jusqu’à la mort du tsar Nicolas Ier en 1855, est personnifié par le général qui a pris Varsovie en 1831 : Ivan Paskevitch, nommé vice-roi en 1832 et titré « prince de Varsovie ». Ce représentant du tsar concentre dans ses mains les pouvoirs civils et militaires.
Une puissante citadelle est édifiée dans la partie nord de la capitale, entourée d'un glacis où toute construction est interdite. Les canons de ses forts sont dirigés vers la ville.

## Les réformes d'Alexandre II
La défaite de Crimée en 1855 oblige le tsar Alexandre II qui, entre-temps, a succédé à Nicolas Ier, à faire des réformes intérieures. Une amnistie pour les prisonniers politiques, la suspension du recrutement militaire et la nomination à Varsovie du prince Mikhaïl Gortchakov annoncent une détente. En 1858, le comte Andrzej Zamoyski reçoit l'autorisation de créer la Société agricole, la première institution polonaise depuis l'écrasement de l'insurrection de novembre 1830.
La Russie connaît une période d'effervescence politique, avec en particulier l'abolition du servage (1861). Elle atteint aussi la Pologne qui aspire au progrès et à plus de libertés. Des manifestations patriotiques se multiplient.
Aleksander Wielopolski, le nouveau gouverneur civil du royaume du Congrès, décrète l’admission du polonais dans les écoles, dans les tribunaux et les bureaux, donne aux juifs des droits égaux aux autres citoyens du royaume, et enfin dote la Pologne de gouvernements locaux.
Les successeurs d'Ivan Paskevitch sont Wincenty Krasiński (1855-56), Mikhaïl Gortchakov (1856 au 30 mai 1861), Nikolaï Soukhozanet (mai-août 1861), Karl Lambert (6 août 1861-22 avril 1862), doublé d'Alexandre von Lüders, gouverneur militaire, (1861-1862), à nouveau Nikolaï Soukhozanet (1862), le grand-duc Constantin (juillet 1862- août 1863).

## L'insurrection de 1863 et ses conséquences
Les massacres des manifestants pacifiques à Varsovie et l'annonce d'enrôlement de force de la jeunesse polonaise dans l'armée tsariste aboutissent à un soulèvement national qui éclate le 22 janvier 1863.
Malgré une résistance qui tient la puissante armée du tsar en échec pendant dix-huit mois, les Russes rétablissent l’ordre à Varsovie, grâce notamment au général Nikolaï Mouraviov, nommé gouverneur général du territoire du Nord-Ouest par Alexandre II, qui orchestre une répression impitoyable. Sa cruauté lui vaut le surnom du Pendeur. Le dernier chef de l'insurrection, Romuald Traugutt, et les membres du gouvernement provisoire polonais sont exécutés à Varsovie en août 1864. Le nombre des insurgés condamnés à la deportation en Sibérie est estimé à environ 40 000 personnes. Une nouvelle vague d’exilés rejoint l’Europe occidentale et notamment Paris où elle contribue à entretenir la flamme de l’identité polonaise et renforce les rangs des combattants de la Commune de Paris.
Après la défaite des insurgés, la politique de russification est menée à son terme. Les universités de Varsovie et de Vilnius sont fermées, le nombre des lycées divisé par deux, de grandes bibliothèques et des collections d'objets d'art transférées en Russie. L’unification administrative avec la Russie est établie en intégrant les ministères de Varsovie dans ceux de Saint-Pétersbourg. Le russe devient la langue obligatoire dans tous les établissements d'enseignement secondaire (et à partir de 1885 également dans les écoles élémentaires).
Cependant si la révolte est un échec pour les Polonais, écrasés militairement par la puissance russe, et dépourvus comme en 1830, de tout soutien étranger malgré les discours de l'Empereur français Napoléon III, elle marque un tournant dans l'histoire polonaise. En effet, le soutien ouvert de l'Église catholique et du pape Pie IX aux insurgés renforce l'union de ceux-ci avec l'Eglise. Cette situation perdurera sous toutes les occupations étrangères subies par la Pologne, tandis que la religion deviendra un des moteurs principaux de la culture polonaise, écrasée par la russification.

## Le Pays de la Vistule (1868-1915)

### Répression et russification
En 1868, les territoires du royaume du Congrès sont purement et simplement incorporés comme province de l’empire russe, sous le nom de Pays de la Vistule où Terres de la Vistule. Cependant, le nom de royaume du Congrès continue d'être utilisé pour désigner ce territoire, malgré sa disparition en tant qu'entité politique.
Les règnes d'Alexandre II (mort en 1881) et d'Alexandre III (en 1894) sont marqués par une poursuite de la politique de russification. Elle se manifeste dans le paysage des cités, où d'énormes cathédrales orthodoxes font leur apparition à la fin du siècle comme la cathédrale Saint-Alexandre-Nevsky à Varsovie, et où certains bâtiments publics de style classique sont même agrémentés de bulbes.
La participation active du clergé catholique romain dans l'insurrection de Janvier 1863 vaut à l'Eglise des restrictions accrues. La plupart des monastères sont fermés et ceux qui subsistent se voient interdire d'accepter de nouveaux membres. Un cinquième des paroisses en Lituanie et Biélorussie est dissout. Les évêques qui protestent sont déportés avec le résultat que tous les diocèses sauf le diocèse catholique grec de Chełm sont inoccupés en 1870. Mais comme l'Eglise uniate est interdite en 1875, les troupes russes interviennent pour convertir en orthodoxie les villegeois récalcitrants. Et une statue de Mouraviev est érigée à Vilnius, lieu de ses sinistres exploits, en 1898.
À partir des années 1880, le système policier prend des proportions hors normes. Par application des règlements en vigueur sur l’état de siège ou l’état de protection renforcée, la société polonaise se trouve soumise à la juridiction militaire. La russification de l’administration est étendue jusqu’aux échelons les plus bas de l’appareil. La surveillance de la population est confiée non seulement à la police ordinaire mais aussi aux gendarmes et aux détachements de la police spéciale, l’Okhrana.

### Sous-développement économique et émigration de masse
Dans le royaume de Pologne au tournant des XIXe et XXe siècles, l’accroissement numérique du prolétariat est particulièrement rapide : la conjoncture industrielle de la dernière décennie du XIXe siècle est particulièrement favorable, et à partir de 1885 environ l’afflux de la population rurale vers les villes s'accroit de par la dégradation de la situation de campagnes surpeuplées où l’agriculture anachronique ne nourrit pas assez. La misère pousse des milliers de Polonais à fuir vers l’eldorado américain.

### La vie politique sous Nicolas II
Un relâchement sensible a lieu au début du règne de Nicolas II qui est aussi l'époque de l'apparition de grands partis politiques :  Parti socialiste polonais (PPS) (1892) et Social-démocratie du royaume de Pologne et de Lituanie (SLDKPiL) (1893), Parti paysan (PSL) (1895) et Parti national-démocrate (SND) (1897). Tandis que le Parti national-démocrate mobilise la population par des mots d’ordre patriotiques, en particulier par la lutte pour l’enseignement en langue polonaise dans les écoles, les socialistes du Parti Socialiste Polonais et les sociaux-démocrates de la SDKPiL rivalisent de slogans capables d’accroître le nombre de leurs partisans. L’influence du PPS prévaut de manière incontestable puisque ce parti inclut dans son programme la nécessité de recouvrer l’indépendance de la Pologne. La SDKPiL estime la lutte pour l’indépendance inopportune et nocive. Ces partis sont illégaux, mais ils s’efforcent d’être présents dans toutes les manifestations spontanées et d’en prendre, dans la mesure du possible, la direction.

## La révolution de 1905
Les Polonais prennent part aux événements de la révolution de 1905.
Une première vague de manifestations violentes a déferlé sur le royaume de Pologne au cours des trois derniers mois de 1904 : elle est provoquée par la mobilisation des réservistes envoyés sur le front japonais. La grève de janvier 1905 débute dans le royaume de Pologne sous l’impression du dimanche rouge de Saint-Pétersbourg, mais en juin de la même année, à Łódź, la capitale de l'industrie textile polonaise, des barricades sont dressées et des combats de rues se déroulent dans lesquels s'engagent l’armée, les cosaques et la police tsariste. Ce soulèvement ouvrier se solde par des centaines de morts. Dans les années 1905-1906, six vagues de grèves politiques puissantes déferlent sur le royaume. Les grèves d’octobre et novembre 1905 sont particulièrement importantes.
Le gouvernement tsariste accorde la tolérance en matière de religion et annule certaines restrictions concernant les langues vernaculaires, mais cela ne suffit pas.
Aux élections pour la Douma de 1906, le Pays de la Vistule a 36 députés à élire, dont 34 sont des Nationaux-démocrates dirigés par Roman Dmowski. Mais la Douma est rapidement dissoute et, aux élections de 1907, le contingent polonais n'a plus que 12 députés. Durant la période répressive qui suit, le Parti socialiste polonais dirigé par Józef Piłsudski, héritier de la tradition insurrectionnelle polonaise, joue un rôle important dans l'action patriotique clandestine avec l'Organisation polonaise de combat (POW).

## L'occupation allemande (1915-1918)
En 1915, les armées allemandes et austro-hongroises occupent l'Ouest de la Russie, notamment le territoire du Pays de la Vistule qui est alors réorganisé en gouvernement général de Varsovie qui échoit aux Allemands et celui de Lublin aux Autrichiens. Piłsudski opte pour une politique de soutien aux Puissances centrales, moyennant des garanties de rétablissement de la Pologne. Après des atermoiements, il obtient la formation d'une armée polonaise (octobre 1916), puis la mise en place d'un Conseil d'État à Varsovie (janvier 1917). Pour hâter le mouvement, Piłsudski démissionne du Conseil d'État (avril 1917), mais il est arrêté.
Malgré la chute du régime tsariste en mars 1917, la République russe poursuit la guerre, mais en octobre 1917 elle est abattue par le coup d'état bolchevik. La Russie soviétique entame aussitôt des négociations de paix avec les Puissances centrales. Les Polonais comme Roman Dmowski cherchent donc désormais le soutien des Alliés occidentaux. En septembre 1917, pour se rallier la sympathie des Polonais, les empereurs d'Allemagne et d'Autriche établissent un Conseil de régence du royaume de Pologne, sans toutefois désigner son roi ni délimiter son territoire. Le Conseil est assisté d'un nouveau Conseil d'État. Ces nouvelles autorités polonaises participent aux négociations de Brest-Litovsk avec l'Ukraine (février 1918) et avec la Russie soviétique (mars 1918). En janvier 1918, le président des États-Unis Woodrow Wilson fera de la restauration de l'Etat polonais indépendant le treizième de ses Quatorze points.

## L'indépendance de la Pologne (1918)
Le 10 novembre 1918, Piłsudski libéré rentre à Varsovie. Le Conseil de régence lui confie la direction de l'armée, puis l'ensemble de ses pouvoirs. Le 18 novembre, Piłsudski nomme le socialiste Jędrzej Moraczewski Président du Conseil afin qu’il mène les premières reformes sociales et organise les premières élections à la Diète polonaise. Le droit de vote est accordé également aux femmes.
L'existence de la nouvelle République de Pologne est reconnue par les traités internationaux, mais ses frontières définitives ne seront fixées qu'en 1923.